# Премія Грінцане Кавур

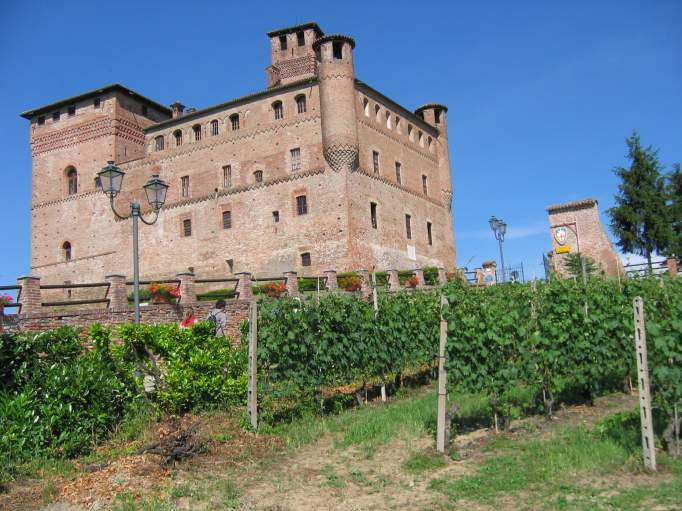
Замок в Грінцане-Кавур

Премія Грінцане-Кавур (італ. Il Premio Grinzane CavourIl Premio Grinzane Cavour) — італійська і міжнародна літературна премія міста Грінцане-Кавур в провінції П'ємонт. Вручається за кількома номінаціями (твір молодого автора, есеїстика, книга, рекомендована для читання та ін) з 1982 року.
Припинила існування в 2009 року внаслідок скандального суду над її директором.

## Міжнародна премія
- 1991 — Жульєн Грін
- 1992 — Гюнтер Грасс
- 1993 — Чеслав Мілош
- 1994 — Карлос Фуентес
- 1995 — Богуміл Грабал
- 1996 — Кендзабуро Ое
- 1997 — Ів Бонфуа
- 1998 — Жан Старобінскі
- 1999 — Відіадхар Найпол
- 2000 — Мануель Васкес Монтальбан
- 2001 — Доріс Лессінг, Тоні Моррісон
- 2002 — Даніель Пеннак
- 2003 — Джон Максвелл Кутзее
- 2004 — Маріо Варгас Льйоса
- 2005 — Аніта Десаї
- 2006 — Дерек Волкотт
- 2007 — Амітав Гош
- 2008 — Дон Делілло

## Перекладацька премія (1986— …)
- 1986 Giorgio Melchiori, англійська
- 1987 Оресте Макрі, іспанська
- 1988 Magda Olivetti, німецький
- 1989 Карло Бо, французька
- 1990 Эридано Баццарелли, російська
- 1991 Giovanni Bogliolo, французька
- 1992 Pietro Marchesani, польський
- 1993 Carlo Carena, латинський
- 1994 Giovanni Raboni, французька
- 1995 Renata Colorni, німецький
- 1996 Glauco Felici, іспанська
- 1997 Agostino Lombardo, англійська
- 1998 Luca Canali, латинський
- 1999 Марія Луїза Спациани, французька
- 2000 Gian Piero Bona, французька
- 2001 Umberto Gandini, німецький
- 2002 Ettore Capriolo, англійська
- 2003 Fernanda Pivano, англійська
- 2004 Hado Lyria, іспанська
- 2005 Серена Вітале, російська
- 2006 Isabella Camera d Afflitto, арабська
- 2007 Renata Pisu, китайський
- 2008 Giorgio Amitrano, японська

## Авторська есеїстика (1996— …)
- 1996 П'єтро Читати La colomba pugnalata
- 1997 Daria Galateria Le fughe del Re Sole
- 1998 Giuliano Baioni Il giovane Goethe
- 2000 Чезаре Сегре Per curiosita — una specie di autobiografia
- 2002 Paolo Cesaretti Teodora, Gian Carlo Roscioni Il desiderio delle Indie
- 2007 Альберто Мангель Diario di un lettore*****

## Твір молодого автора (1990— …)
- 1993 Аллен Курцвейл
- 1995 Джузеппе Куликкья
- 1996 Алессандро Барберо
- 2001 Річард Мейсон
- 2004 Сайед Кашуа
- 2006 Орнела Ворпсі
- 2008 Леонора Міано

## Видавнича премія (2001— …)
- 2001 Г. М. Энценсбергер
- 2002 André Schiffrin
- 2003 Антуан Галлімар
- 2004 Odile Jacob
- 2005 Jorge Herralde
- 2006 Ulla Unseld-Berkéwicz
- 2007 Ellen W. Faran

## Книга, рекомендована для читання (премія Фонду CRT) (2006— …)
- 2006 Ассія Джебар
- 2007 Надін Гордімер
- 2008 Адоніс

## Спеціальні премії (1985— …)
- 1985 Делл'Арті
- 1986 Ревеллі
- 1987 Паулуччі
- 1988 Вирложе
- 1989 Стальєно
- 1990 Гарроне
- 1995 Воле Шойинка
- 2001 Тони Моррисон
- 2006 Ригоберта Менчу
- 2008 Аарон Аппельфелд

## Зарубіжна проза
- 1982 — Майкл Крайтон, Тадеуш Конвіцький, Володимир Максимов
- 1983 — Юрій Ритхеу, Жоржі Амаду, Томас Бернгард
- 1984 — Наталі Саррот, Йордан Радичков, Амос Тутуола
- 1985 — Трульс Ора, Надін Гордімер, Курт Воннегут
- 1986 — Бернар-Анрі Леві, Воле Шоїнка, Маріо Варгас Льйоса
- 1987 — Грем Свіфт, Леві, Жозе Сарамагу
- 1988 — Стокенстрём, Барнс, Едуардо Мендоса
- 1989 — Лессинг, Бородин, Марвел Морено
- 1990 — Конде, Торстен Беккер, Толстая
- 1991 — Мішель Турньє, І. Макьюен, Една О'Браєн
- 1992 — Ізраїль Меттер, Біой Касарес, І. Кадаре
- 1993 — Жан д'Ормессон, Омеро Аридхис, Аніта Десаї
- 1994 — Сейс Нотебоом, Бен Окрі, А. Єгошуа
- 1995 — Роберт Шнайдер, Рене Депестр, Метьюз
- 1996 — Пауло Коельйо, Ларс Густаффсон, Майкл Ондатже
- 1997 — Девід Гроссман, Альваро Мутіс, Бернгард Шлінк
- 1998 — Ю Хуа, Кадаре, МакВільям
- 1999 — Ендрю Міллер, Руо, Тейлор
- 2000 — М. Каннінгем, Тахар Бенжеллун, Урсула Хегі
- 2001 — Хаїм Поток, Амін Маалуф, Антоніо Скармета
- 2002 — Орхан Памук, Альфредо Брісе Еченике, Крістоф Гайн
- 2003 — Хавьєр Серкас, Єргович, Ахмаду Курума
- 2004 — Радойчич-Кане, Естерхазі, Едуард Гліссан
- 2005 — Роса Монтеро, Хеттч, Дуонг Ту Хуонг
- 2006 — Лаура Рестрепо, Гамал Гітані, Соуза Тавареш
- 2007 — Паскаль Мерсьє, Аль-Асвами, Філіпп Форе
- 2008 — Бернардо Ачага, Інго Шульце, Людмила Улицька